# أجي سانتوسو
أجي سانتوسو (بالإندونيسية: Aji Santoso)‏ هو لاعب كرة قدم إندونيسي في مركز الدفاع، ولد في 6 أبريل 1970 في مالانغ في إندونيسيا. شارك مع منتخب إندونيسيا تحت 23 سنة لكرة القدم ومنتخب إندونيسيا لكرة القدم. أما مع النوادي، فقد لعب مع بيرسيبايا سورابايا ونادي آريما كرونوس.